# Chocapic
Chocapic es un cereal de desayuno integral de sabor a chocolate. Es distribuido por Nestlé en la mayor parte de Europa, América Latina y Medio Oriente (bajo la marca Koko Krunch).

## Descripción
Es un cereal a base de chocolate. Está disponible en varios formatos dependiendo de la región donde se comercialice. La mascota del cereal se llama Pico, un perro que ama el chocolate, y siempre se está refiriendo al hecho de que Chocapic tiene un fuerte sabor a chocolate.

## Historia
El cereal fue lanzado al mercado en 1985 con el nombre de «Chocopic». En 1990 Nestlé y General Mills se unen a través de la creación de una joint venture: Cereal Partners, la marca Chocapic entra en una nueva etapa. 
En 1991, Chocopic pasa a llamarse Chocapic. En 2006 Nestlé lanza Chocapic Duo, copos de chocolate con leche mezclados con copos de chocolate blanco. En 2009 La producción de Chocapic se traslada a Avanca (Portugal).
Nestlé lanza Chocapic Pepitas, el último aporte a la familia Chocapic.

## Productos similares
Este cereal de desayuno es similar en sabor y textura a los Coco Pops/Chocos de Kellogg's.